# Iluka Nature Reserve
Die Iluka Nature Reserve liegt in der Nähe der Küstenstadt Iluka in New South Wales, Australien. Das Reservat ist als Teil der Gondwana-Regenwälder Australiens seit 1986 als UNESCO-Welterbe und seit 2007 in der Australian National Heritage List gelistet. 

## Beschreibung
Dieses Reservat beherbergt den größten küstennahen Regenwald in New South Wales. Im Park wachsen Banksia-, Tuckeroo- (Cupaniopsis anacardioides), Riberry- und Feigenbäume, Farnpflanzen und Epiphyten. Auf den Dünen und im tropischen Regenwald siedeln für diese ökologischen Nischen typische Pflanzen. Im Schutzgebiet halten sich 140 Vogelarten auf, darunter der Östliche Wippflöter und Gelbnacken-Laubenvogel. Es können Wallabys, Kängurus, Wombats, Ameisenigel und der seltene Küstenemu beobachtet werden.

## Naturschutz
Das Regenwald um Iluka wurde seit 1916 zur Erholung genutzt. In den frühen 1960er Jahren entwickelte sich um das Naturschutzgebiet eine Auseinandersetzung zwischen Naturschutz- und Wirtschaftsinteressen. Dies führte 1964 dazu, dass die Regierung große Teile des Gebietes unter Schutz stellte und in der näheren Umgebung des Reservats den Sandabbau erlaubte. 1976 forderte die Öffentlichkeit weiteren Schutz und es wurde zur Nature reserve und 1986 zum Weltnaturerbe erklärt. In den 1990er Jahren bestand die Gefahr, dass der geschützte Regenwald durch das Vordringen von Krautpflanzen aus der Welterbeliste gestrichen wird, das weitere Vordringen dieser Pflanzen konnte mittels Eigeninitiativen der lokalen Bevölkerung verhindert werden.

## Touristische Informationen
In dem Schutzgebiet befinden sich zwei Campingplätze, von dort aus kann gewandert, gefischt und mit Paddelbooten auf dem Jerusalem Creek Freizeitsport getrieben werden.

## Fotos

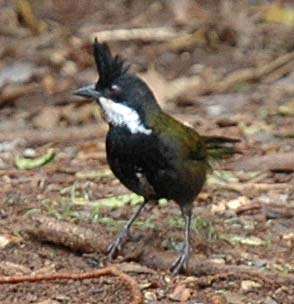
Östlicher Whipflöter
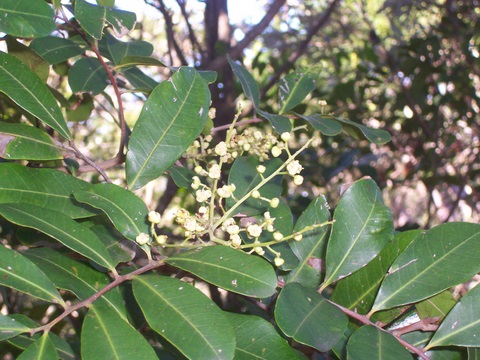
Tuckeroo
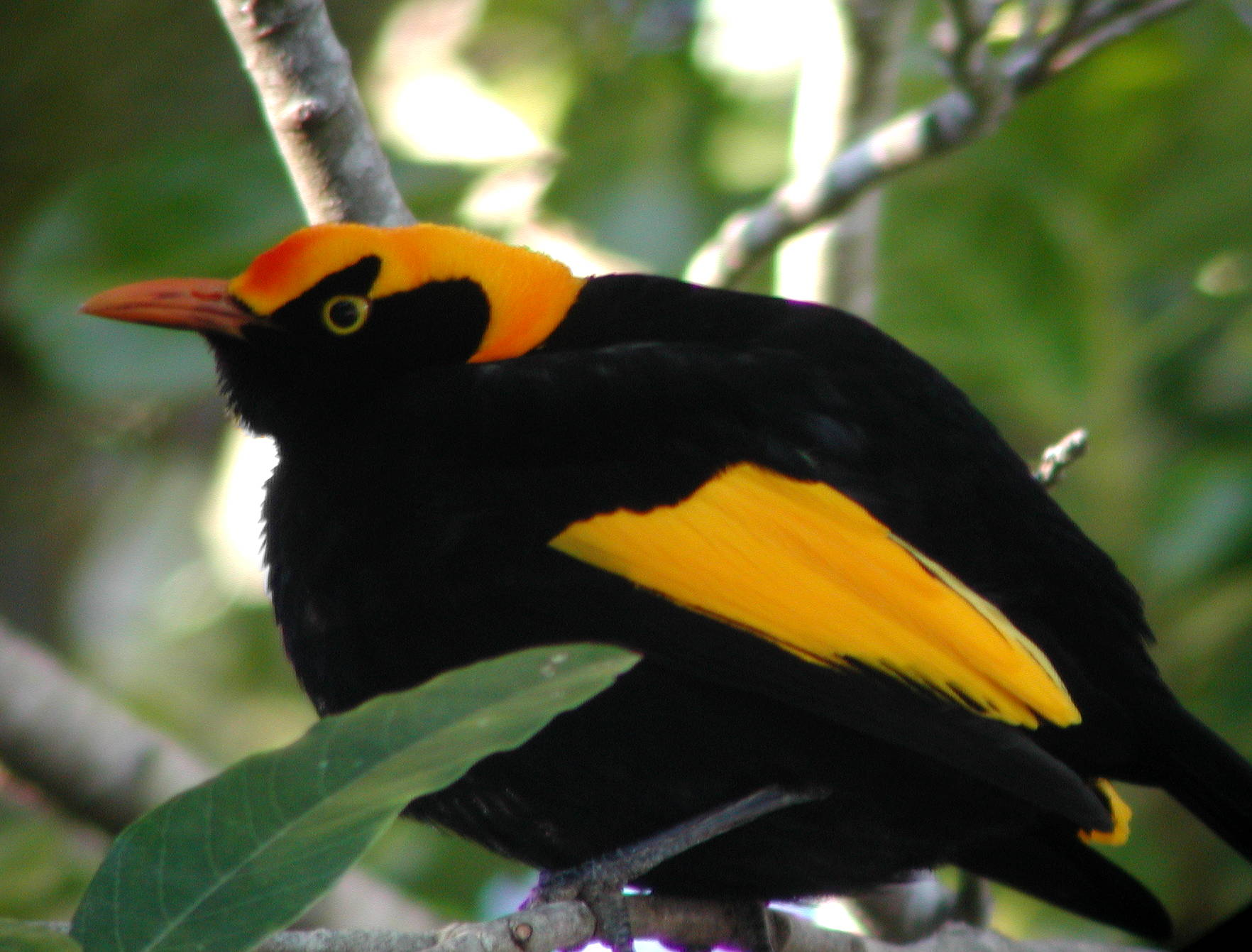
Gelbnacken-Laubenvogel